# Wilson Macías
Wilson Homero Macías Becerra (Guayaquil, Guayas, Ecuador; 30 de septiembre de 1965) es un exfutbolista ecuatoriano que se desempeñaba como defensa.

## Trayectoria
La primera formación de Macías fue en el club Esmeraldeño 5 de agosto con el cual ganó en 1980 ganó el campeonato provincial juvenil. En 1981 ganó el campeonato juvenil de la Provincia del Guayas con su nuevo club, Filanbanco. Al año siguiente fue incluido en el primer equipo. En 1983 obtuvo el ascenso a Segunda División y en 1984 llegó a la Serie A. Bajo la dirección del técnico Luis Santibáñez, logró jugar como titular. En 1986 fue vendido a Emelec. Luego de una temporada regresó a Filanbanco, y en 1987 participó de la mejor colocación de la historia del club en la máxima categoría, al obtener el segundo lugar. En 1990 se trasladó a Barcelona de Guayaquil, con quien llegó a la final de la Copa Libertadores ese mismo año. Permaneció en el club canario hasta 1995, ganando la Serie A de 1991. Posteriormente, fue vendido a Liga de Portoviejo. 
En 1996 tuvo su primera experiencia en el extranjero: de hecho, fue comprado por Pohang Steelers de la K-League, la máxima categoría de Corea del Sur. Después de una temporada regresó a su país de origen, fichando por el Deportivo Quevedo donde se retiró en 1997.

## Selección nacional
En 1981 participó en el Campeonato Sudamericano Sub-20. En 1987 fue llamado a participar en el Torneo Preolímpico en Bolivia. Hizo su debut en la selección absoluta el 5 de marzo de 1987. Fue convocado por primera vez para una competición oficial en la Copa América de 1987. Hizo su debut en la competencia el 2 de julio en Buenos Aires contra Argentina, jugando como titular. Luego participó contra Perú. Dos años después fue nuevamente elegido para representar a su país en la Copa América. Jugó los cuatro partidos jugados con su selección todos como titular y durante los 90 minutos completos.
En 1991 participó en su última Copa América. Sin embargo, durante la competición nunca se utilizó. Jugó el último partido en la selección nacional el 25 de junio.

## Clubes
| Club               | País          | Año         |
| ------------------ | ------------- | ----------- |
| Filanbanco         | Ecuador       | 1982 - 1985 |
| Emelec             | Ecuador       | 1986        |
| Filanbanco         | Ecuador       | 1987 - 1989 |
| Barcelona          | Ecuador       | 1990 - 1995 |
| Liga de Portoviejo | Ecuador       | 1995 - 1996 |
| Pohang Steelers    | Corea del Sur | 1996 - 1997 |
| Deportivo Quevedo  | Ecuador       | 1997        |

## Palmarés

### Campeonatos nacionales
| Título             | Club                   | País    | Año  |
| ------------------ | ---------------------- | ------- | ---- |
| Serie A de Ecuador | Barcelona de Guayaquil | Ecuador | 1991 |

### Otros logros
| Título                            | Club      | País    | Año  |
| --------------------------------- | --------- | ------- | ---- |
| Sucampeón de la Copa Libertadores | Barcelona | Ecuador | 1990 |